# Onzè Doctor
L'Onzè Doctor és l'onzena encarnació del protagonista de la longeva sèrie de televisió de ciència-ficció de la BBC Doctor Who. És interpretat per Matt Smith, i va ser presentat en la conclusió de l'especial La fi del temps, succeint en el paper a David Tennant, que va interpretar al Desè Doctor. Smith va interpretar al personatge durant tres temporades, inclòs l'especial 50 aniversari de la sèrie i va abandonar el paper en l'episodi especial de nadal de 2013.
En la narrativa de la sèrie, el Doctor és un alienígena de més de 900 anys, de la raça dels senyors del Temps del planeta Gallifrey, que viatja pel temps i l'espai en la seva TARDIS, freqüentment amb acompanyants. Quan el Doctor és ferit mortalment, pot regenerar el seu cos, però en fer-ho guanya una nova aparença física i amb ella, una nova personalitat distintiva. Smith interpreta a l'onzena encarnació, un home de geni viu, però compassiu l'aparença juvenil no concorda amb el seu temperament més perspicaç i cansat del món.